# 天下無双眼心流
天下無双眼心流（てんかむそうがんしんりゅう）とは、藤本左近重利が開いた捕手、縄を中心とする総合武術の流派である。本来は単に天下無双流（てんかむそうりゅう）という。

## 歴史
流祖は宮本武蔵の弟子の藤本左近重利である。
本来の流名は天下無双流であるが、系統によっては眼心流を付けて天下無双流眼心流とも書く場合もあった。
捕手（柔術）を中心に剣、長刀、棒、縄を含んだ総合武術である。
主に小倉藩で伝承されていたが讃岐にも伝わり、無相流新柔術を開いた事で有名な中条澄友もこの流派の捕縄術を学んでいた。

## 内容
系統によって内容が異なっていたものと考えられる。
仮粧居捕　十箇条
通捕、奏者捕、向捕、御前詰、壁添
峯颪、小手搦、浮雲、両腕詰、岸波
小具足　　六箇条
詰合、居合捕、柄留
諸手詰、鍔挫、践違
仕入捕　　三箇条
引分、曲水、誘引
立合捕　　九箇条
行合、連合、追掛、村雨
蜕、突捨、環、左車、右車
入身捕　　九箇条
大流、小流、大嵐
小嵐、丹通、添倒
肩落、腰車、居流
組撃　　十七箇条
巴、浮木、諸羽詰、
甲摺、巡行、浮船、
隨波、隨風、手足返、
響、向詰、後詰、
左右詰、三方詰、組鋪、
手痿、手變
奥義　　十六箇条　口傳
馬上組討之大事、返抜之大事
飛劔之大事、闇夜身圍之大事
一心劔之大事、刀身隠之大事
刀堀越之大事、猪之目之大事
針之大事、間合之大事
取渡之大事、戸入之大事
寝夜捕之大事、銕砲組合之大事
車捕之大事、捕者至極之大事
捕手當之指目（死活）　二十箇条
百會、眉間、眼火、耳打、鼻障
口齒、咽𠰂、後首、折肱、腕中
胸骨、無二 中當、背中、脇坪、践勝
前腰、後腰、刄合、膝頭、足中
捕手道具
十手、鉄擣、鼻捻、眼光玉、即坐劔玉、角輪
縄
早縄、早縄、假縄、十文字縄、上縄、
違菱縄、割菱縄、下廻縄、足固縄、
留縄、羽附縄、注連縄、返縄、
笈摺縄、袈裟縄、乳掛縄、切腹縄、
切縄、鶴縄、菱縄、亀甲縄
早縄懐中之事、早懸之事
縄取合之事、囚人請取渡之事
離囚人之事、懸流之事
四寸縄之事、三寸縄之事
二寸縄之事、泊リ縄之大事
一足之大事、棒縛之事

## 系譜
ここでは一部のみ記す。
- 藤本左近太夫重利入道元喜
- 藤本兵庫重勝入道元賀
- 田上市右衛門尉義幸
- 福井十郎左衛門尉信広
- 秋田蔵人長治
- 長松勝太夫氏清
- 植田七郎兵衛尉政勝
- 青木戸太夫正任
  - 満井儀右衛門
    - 今井孫四郎

  - 嶌市兵衛尉家正
    - 嶋市兵衛尉家重
      - 嶌左之右衛門家貞（嶋友三）
        - 中條勝次郎澄友[2]
          - 中條秀次郎

  - 浦野順右衛門尉明仙
    - 三浦弘庵信好